# NGC 2199
NGC 2199 est une vaste galaxie spirale située dans la constellation de la Table. NGC 2199 a été découverte par l'astronome britannique John Herschel en 1836.

## Caractéristiques
Sa vitesse par rapport au fond diffus cosmologique est de 4 722 ± 11 km/s, ce qui correspond à une distance de Hubble de 69,7 ± 4,9 Mpc (∼227 millions d'al).
À ce jour, 13 mesures non basées sur le décalage vers le rouge (redshift) donnent une distance de 64,792 ± 13,367 Mpc (∼211 millions d'al), ce qui est à l'intérieur des valeurs de la distance de Hubble. Notons cependant que c'est avec la valeur moyenne des mesures indépendantes, lorsqu'elles existent, que la base de données NASA/IPAC calcule le diamètre d'une galaxie et qu'en conséquence le diamètre de NGC 2199 pourrait être d'environ 68,2 kpc (∼222 000 al) si on utilisait la distance de Hubble pour le calculer.
NGC 2199 présente une large raie HI.